# Weatherby
Weatherby, Inc. — американская оружейная компания, основанная в 1945 году оружейным энтузиастом Роем Уэзерби. Наиболее известна по своим мощным боеприпасам .257 Weatherby Magnum и .460 Weatherby Magnum. Штаб-квартира располагается в Пасо-Робле, Калифорния.

## Продукция

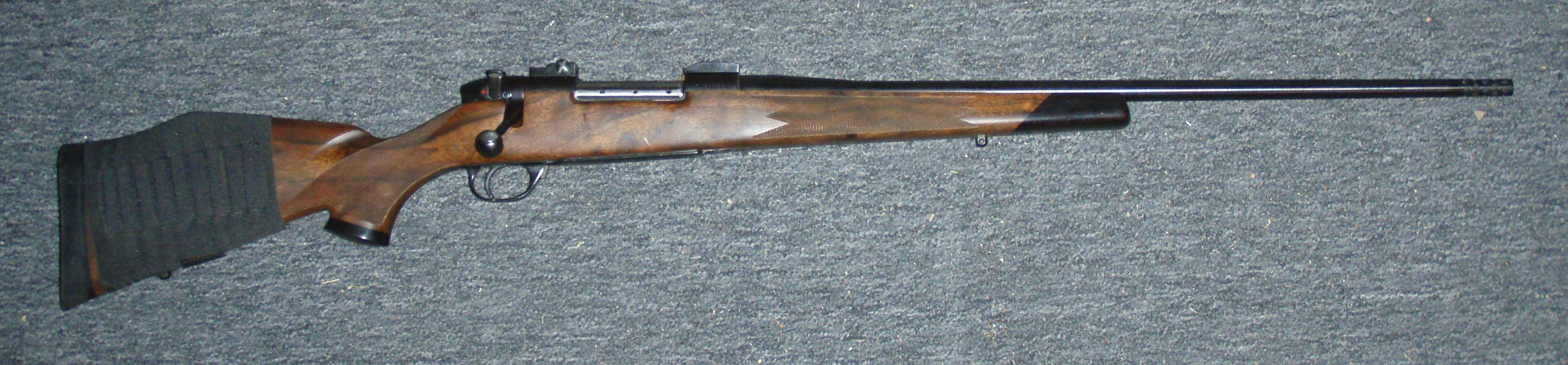
Охотничья винтовка Weatherby Mark V

Компания была основана в 1945 году. В 1947 году Roy Weatherby начал выпускать охотничьи патроны малого калибра. Компания производит в основном охотничьи винтовки, специализируется на создании мощных патронов для охоты на крупную дичь (.224, .240, .257, .270, 7 мм, .300, .30-378, .340, .338-378, .375, .378, .416 и .460). Кроме этого в 1957 году был запатентован оригинальный вариант затворной группы, специально предназначенной для использования высокоимпульсных боеприпасов. Своей продукцией фирма Weatherby заинтересовала Джона Уэйна, Гари Купера, Рой Роджерса, Джорджа Буша, Нормана Шварцкопфа. До 1993 года большая часть продукции производилась в Японии. С 1983 года, место Роя Везерби во главе Weatherby Inc. занял его сын Эд.